# Акустична фонетика
Акустична фонетика — самостійна наукова дисципліна, що виникла на стику лінгвістики, фізики та біоакустики, що вивчає фізичні властивості мовного сигналу.
В рамках даної дисципліни досліджуються акустичні характеристики звукових засобів мови, а також зв'язок між артикуляцією і її аеродинамічними і акустичними властивостями. Акустичний розділ фонетики має особливе значення для додатків, в яких розробляються технічні засоби аналізу мовного сигналу, і для мовних технологій. Акустична фонетика спирається на ряд базових фізичних понять, що відносяться до вчення про коливання.